# Kazuma Shiina
Kazuma Shiina (jap. 椎名 一馬, Shiina Kazuma; * 26. August 1986 in der Präfektur Chiba) ist ein ehemaliger japanischer Fußballspieler.

## Karriere
Kazuma Shiina erlernte das Fußballspielen in der Schulmannschaft der Ryutsu Keizai University Kashiwa High School sowie in der Universitätsmannschaft der Ryūtsū-Keizai-Universität. Seinen ersten Vertrag unterschrieb er 2009 bei Fagiano Okayama. Der Verein aus Okayama, einer Hafenstadt in der Präfektur Okayama auf Honshū, der Hauptinsel Japans, spielte in der zweithöchsten japanischen Liga, der J2 League. Von 2009 bis 2011 kam er 14-mal bei Fagiano Okayama Next, der Reservemannschaft, zum Einsatz. Insgesamt kam er in der Zweitligamannschaft viermal zum Einsatz. Im Januar 2022 wechselte er in die vierte Liga, wo er einen Vertrag beim Tōkyō Musashino United FC unterschrieb. Hier kam er jedoch nicht zum Einsatz. Im Juli 2022 beendete er seine Karriere als Fußballspieler.